# Pascal Hervé
Pascal Hervé   (Tours, 13 de juliol de 1964 - Quebec, 24 de desembre de 2024) fou un ciclista que fou professional entre 1994 i 2001. En el seu palmarès destacaren una etapa al Giro d'Itàlia de 1996 i al GP Ouest France-Plouay de 1998.
Es va veure implicat en diversos casos de dopatge, com ara l'afer Festina, el 1998, i un positiu per EPO en un control antidopatge al Giro d'Itàlia de 2001, que posà punt final a la seva carrera.

## Palmarès
- 1991
  - Vencedor d'una etapa del Tour de Loir i Cher
- 1992
  -  Campió de França de ciclisme en ruta amateur
  - 1r als Boucles de la Mayenne
  - 1r al Tour del Gavaudan
- 1993
  - 1r al Regio-Tour
- 1994
  - Vencedor d'una etapa del Critèrium del Dauphiné Libéré i de la classificació de la muntanya
- 1995
  - Vencedor de la classificació de la muntanya de la Volta a Catalunya
- 1996
  - Vencedor d'una etapa del Giro d'Itàlia
  - Vencedor d'una etapa del Tour DuPont
- 1997
  - Vencedor d'una etapa de la Volta a Xile
- 1998
  - 1r al GP Ouest France-Plouay
  - 1r al Trofeu dels Escaladors
  - Vencedor d'una etapa de la Volta al País Basc i de la classificació de les metes volants
- 1999
  - Vencedor de la classificació dels esprints de la Volta a Catalunya
- 2000
  - 1r a la Polynormande
  - Vencedor d'una etapa de la Volta a Suïssa i de la classificació dels esprints
  - Vencedor de la classificació de la regularitat de la Volta a Burgos
- 2001
  - Vencedor d'una etapa del Tour de Langkawi

### Resultats al Tour de França
- 1994. 33è de la classificació general
- 1995. Abandona (6a etapa)
- 1996. 42è de la classificació general
- 1997. 36è de la classificació general
- 1998. Abandona (7a etapa)
- 2000. 12è de la classificació general

### Resultats al Giro d'Itàlia
- 1995. 25è de la classificació general
- 1996. Abandona (20a etapa)
- 2001. Abandona (17a etapa)

### Resultats a la Volta a Espanya
- 1994. 28è de la classificació general
- 1995. 39è de la classificació general
- 1997. 43è de la classificació general
- 1998. Abandona (20a etapa)
- 1999. 80è de la classificació general
- 2000. 17è de la classificació general